# Back on the Dancefloor
Back on the Dancefloor ist ein Kompilations-Album des deutschen Dance-Projekts Cascada.

## Veröffentlichung
Back on the Dancefloor wurde am 13. April 2012 als CD und Download veröffentlicht. Das Album wurde von Manian und Yanou produziert und über ihr eigenes Musiklabel Zooland Records herausgebracht.

## Zusammensetzung und Mitwirkende
Back on the Dancefloor ist eine Zusammenstellung aller erfolgreichen Singles von Cascada. Man kann das Album mit einem Best of oder Greatest-Hits-Album vergleichen. Auf der zweiten CD besteht die Titelliste aus den gleichen Tracks wie bei der Ersten jedoch ist jeder Song ein Remix. Alle Songs wurden von Yanou und Manian alias Yan Pfeifer und Manuel Reuter geschrieben. Allerdings gab es auch mehrere andere Songwriter, die mitwirkten. Die Lieder wurden von Natalie Horler gesungen. Bei Night Nurse wurde Tony T., der Sänger von R.I.O., dem zweiten Projekt von Manian und Yanou, und bei Evacuate the Dancefloor der deutsche Rapper Carlprit zur Verstärkung geholt.

## Rezensionen
Ein Kritiker der Seite Generation One beurteilte das Album weniger gut und gab ihm nur zwei von sechs Punkten.
Hier ein kleiner Ausschnitt seines Kommentares:
… Dennoch stelle ich mir immer die Frage, wer sich diese Musik dann auf Konserve für zu Hause kauft. Genauso wenig, wie ich mir eine zentnerschwere Discokugel ins Wohnzimmer hängen würde, käme ich auf die Idee, mir Musik, die ausschließlich im Ökosystem einer Großraumdisco überlebensfähig ist, daheim aufzulegen, wenn ich mir einen lauschigen Partyabend mit Freunden machen möchte. An sich muss man ja den Fans von Cascada an dieser Stelle nicht erklären, mit welchen Hits die Gruppe um die blonde Natalie in der Vergangenheit die Charts gestürmt hat …

## Titelliste
CD 1
1. Summer of Love (Video Edit) – 3:36
2. Evacuate the Dancefloor (Radio Edit) (feat. Carlprit) – 3:26
3. Everytime We Touch (Radio Edit) – 3:17
4. Miracle (Radio Mix) – 3:37
5. What Hurts the Most (Radio Mix) – 3:38
6. San Francisco – 3:46
7. Because the Night – 3:23
8. Truly Madly Deeply – 2:55
9. Fever – 3:19
10. Pyromania (Radio Edit) – 3:29
11. Dangerous (Radio Edit) – 2:58
12. Night Nurse (feat. Tony T. von R.I.O.) – 3:22
13. Perfect Day – 3:41
14. A Neverending Dream (Radio Mix) – 3:22
15. Au Revoir (Radio Edit) – 3:08

CD 2
1. Summer of Love (Michael Mind Project Radio Edit) – 3:24
2. Evacuate the Dancefloor (Rob Mayth Radio Edit) (feat. Carlprit) – 3:31
3. Every Time We Touch (2-4 Grooves Remix) – 3:00
4. Miracle (Hitmen Radio Edit) – 3:26
5. What Hurts the Most (Topmodelz Radio Mix) – 3:44
6. San Francisco (Cahill Radio Edit) – 3:22
7. Because the Night (Manian Bootleg Mix) – 5:04
8. Truly Madly Deeply (Thomas Gold Radio Edit) – 3:36
9. Fever (Ian Carey Remix) – 6:53
10. Pyromania (Spencer & Hill Airplay Radio Mix) – 3:37
11. Dangerous (Wideboys Radio Edit) – 3:16
12. Night Nurse (Ryan Thistlebeck Vs. Dan Winter Radio Edit) (feat. Tony T. von R.I.O.) – 3:55
13. Perfect Day (Digital Dog Radio Edit) – 3:20
14. A Never Ending Dream (Real Booty Remix) – 5:58
15. Au revoir (Mondo Radio Edit) – 3:27

## Charts und Chartplatzierungen

### Album
| ChartsChartplatzierungen | Höchstplatzierung | Wochen |
| ------------------------ | ----------------- | ------ |
| Deutschland (GfK)        | 35 (2 Wo.)        | 2      |
| Österreich (Ö3)          | 31 (2 Wo.)        | 2      |
| Schweiz (IFPI)           | 25 (4 Wo.)        | 4      |

### Singles
| Jahr | Titel          | Höchstplatzierung, Gesamtwochen, AuszeichnungChartplatzierungen (Jahr, Titel, , Platzierungen, Wochen, Auszeichnungen, Anmerkungen) | Höchstplatzierung, Gesamtwochen, AuszeichnungChartplatzierungen (Jahr, Titel, , Platzierungen, Wochen, Auszeichnungen, Anmerkungen) | Höchstplatzierung, Gesamtwochen, AuszeichnungChartplatzierungen (Jahr, Titel, , Platzierungen, Wochen, Auszeichnungen, Anmerkungen) | Anmerkungen                         |
| Jahr | Titel          | DE | AT | CH | Anmerkungen                         |
| ---- | -------------- | --- | --- | --- | ----------------------------------- |
| 2012 | Summer of Love | DE13 (9 Wo.)DE | AT7 (6 Wo.)AT | CH13 (16 Wo.)CH | Erstveröffentlichung: 18. März 2012 |